# Parco geologico risorgenti dell'Imele
Il parco geologico risorgenti dell'Imele è un parco naturale situato nel comune di Tagliacozzo (AQ), in Abruzzo.

## Storia e descrizione

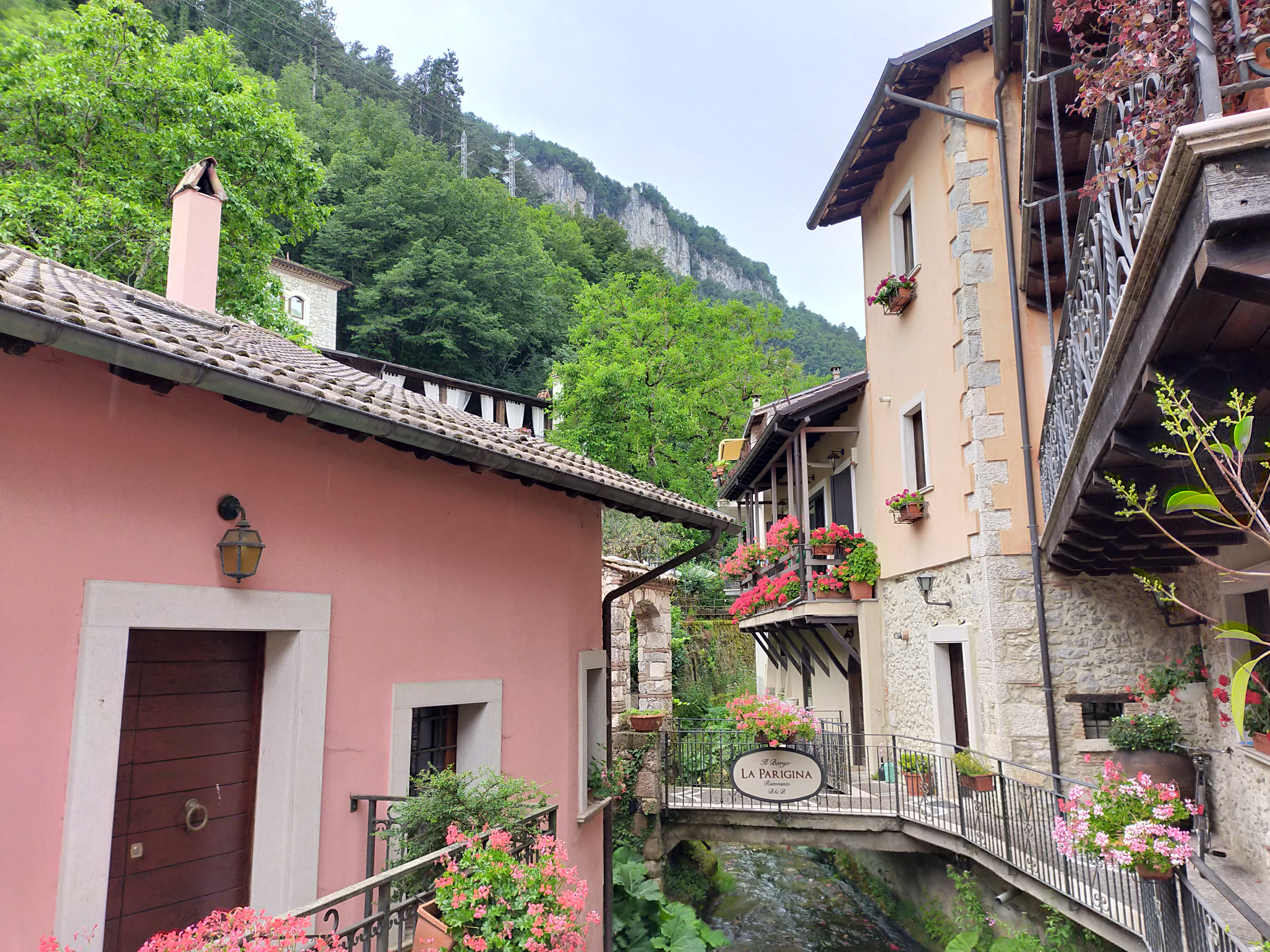
Ponticello sul fiume Imele

Il parco geologico è situato nel territorio montano del comune marsicano di Tagliacozzo, nella gola dell'Imele tra la località di Capacqua e la valle delle Mole, aree che presentano un dislivello di 100-120 metri. Il fiume Imele, la cui sorgente si trova sul monte Padiglione, a nord di Verrecchie di Cappadocia, viene assorbito dall'inghiottitoio dell'Otre (localmente detto "j'Ote") situato sul versante occidentale del monte La Difesa. Dopo un percorso lungo circa 2750 metri, con un dislivello di 196 metri, il fiume riemerge dalla parete a picco di Capacqua, località che domina il quartiere di Altolaterra, per confluire nel fiume Salto nei piani Palentini.
L'area, considerata già all'inizio del Novecento un luogo d'interesse geologico, storico e naturalistico, nel 2012 è stata al centro di un progetto di tutela ambientale e di valorizzazione promosso dalla Regione Abruzzo, dall'amministrazione comunale e dal geologo Christian Cannese.
Gli aspetti geomorfologici caratterizzano il contesto dei monti Civita e La Difesa che, a causa di movimenti tettonici susseguitesi in un arco temporale di milioni di anni, sono arrivati a comprimersi e a distaccarsi, tagliando di fatto in due la catena montuosa che domina la contemporanea città di Tagliacozzo, il cui toponimo, tra l'altro, deriva dai termini latini "Talus" e "Cotium", ovvero taglio nella roccia.
Il parco geologico si caratterizza per il percorso archeologico, storico e naturalistico, che si snoda lungo il "sentiero dei muli", con presenza di ruderi di architetture medievali come i canali artificiali, il ponte, i mulini ad acqua e gli orti terrazzati. 
L'area di valle delle Mole conduce alla gola dell'Imele e alle risorgive di Capacqua. In questo territorio l'acqua, che discende a tratti impetuosa dalle numerose rapide e cascatelle, veniva utilizzata in passato nei mulini per ottenere la farina dai grani antichi locali come il grano Solina. La risorsa idrica in seguito fu utilizzata anche per produrre l'energia elettrica.
Oltre al sentiero storico è presente un "percorso Vita" ristrutturato nel 2015 e attrezzato per svolgere l'attività sportiva.
La ricca biodiversità contraddistingue questo settore dell'Appennino abruzzese.